# Devarayadurga
Devarayadurga és el nom d'un antic fort en una muntanya a 1.220 metres d'altura al districte de Tumkur a Karnataka. La fortalesa estava rodejada de selva i muntanyes i la formaven tres terrasses, estant ben proveïda de fonts.
Durant la dinastia Hoysala una vila de nom Anebiddasari o Anebiddajari estava situada en aquest lloc i va donar nom a tota la comarca. Temps després un senyor local governava la ciutat que havia agafat el nom de Jadakanadurga, i segurament la comarca, fins al 1696 quan fou conquerida per Chikka Deva Raja de Mysore, que hi va construir la fortalesa, i va donar el seu propi nom a la muntanya. El temple de Durga Narasimha, a una terrassa de la part alta, fou construïda per Kanthirava Raja de Mysore.